# Wilhelm Mensing-Braun
Wilhelm Mensing-Braun (* 15. Dezember 1899 in Nürnberg; † 18. Dezember 1967 in Salzburg) war ein österreichischer evangelisch-lutherischer Theologe deutscher Herkunft. Er war von 1941 bis 1966 Superintendent der Evangelischen Superintendentur A. B. Oberösterreich.

## Leben

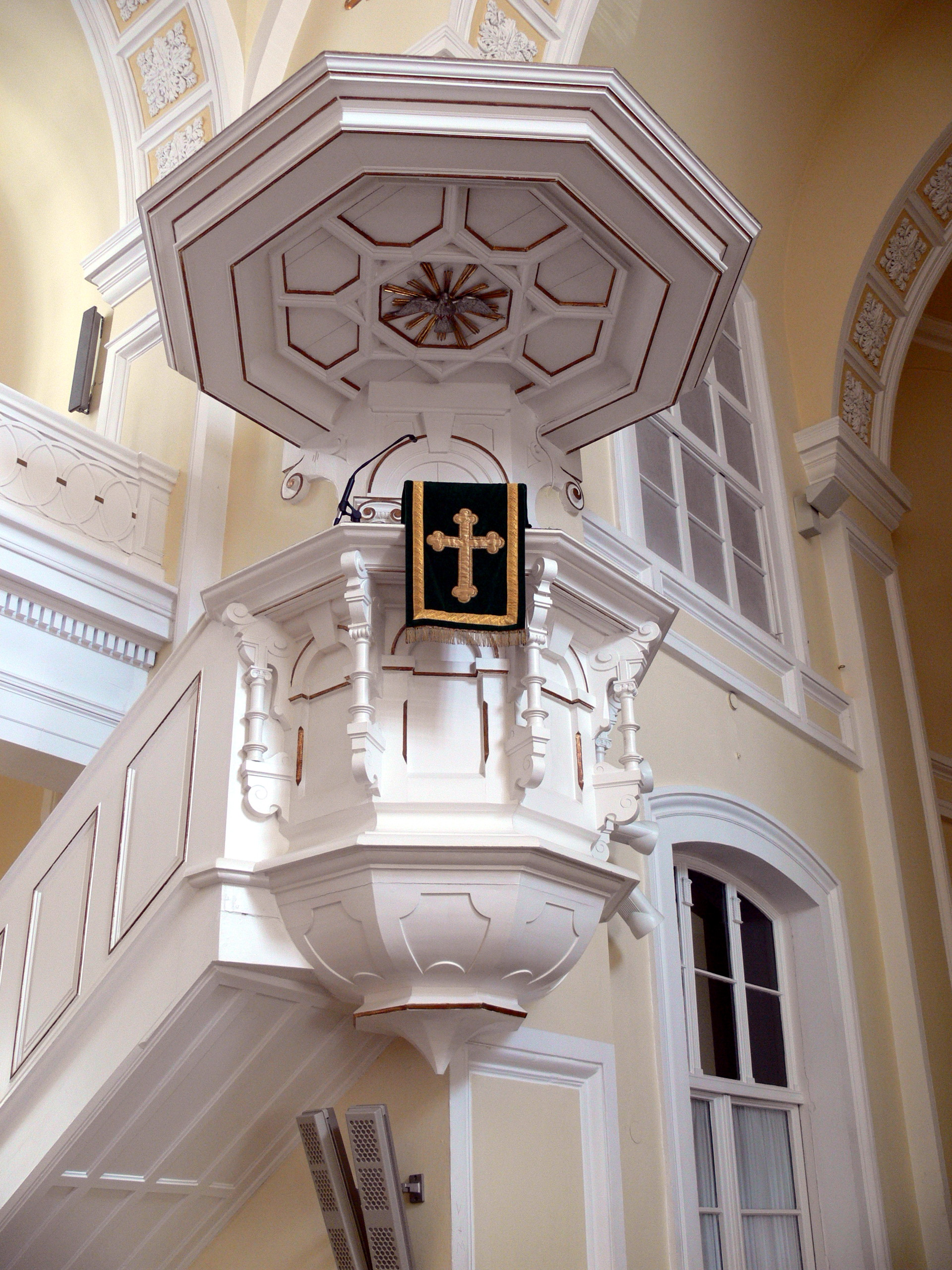
Kanzel der Martin-Luther-Kirche in Linz, ab 1928 Wirkungsstätte Mensing-Brauns

Der aus Bayern stammende Wilhelm Mensing-Braun musste nach seinem Abitur für kurze Zeit als Artillerist am Ersten Weltkrieg teilnehmen. Er studierte Evangelische Theologie an der Universität Tübingen und der Universität Erlangen. Sein Vikariat absolvierte er im Coburger Land und in Deggendorf. Noch als Vikar kam er 1928 nach Linz. 1929 wurde Mensing-Braun in Österreich eingebürgert. Er wurde Pfarrer an der Linzer Martin-Luther-Kirche. 1936 wurde er Ehrenphilister des Wingolf zu Wien. Ab dem gleichen Jahr gab er die Zeitschrift Evangelische Wacht für Österreich: Evangelisches 3-Groschen-Blatt für jedermann heraus, von 1938 bis 1941 unter dem Titel Evangelische Wacht für die Ostmark. 1939 nahm er als Kriegspfarrer am Überfall auf Polen teil, wurde jedoch noch im selben Jahr unabkömmlich gestellt. 
1940 wurde Mensing-Braun überraschend als Nachfolger von Hans Eder zum Superintendenten der Evangelischen Superintendentur A. B. Oberösterreich gewählt. Seine von kirchenpolitischen Querelen um die Kirchenverfassung der Evangelischen Kirche A. u. H. B. überschattete Amtseinführung als Superintendent erfolgte am 5. Jänner 1941. Früher großdeutsch eingestellt, veröffentlichte Wilhelm Mensing-Braun anlässlich seiner Amtsübernahme ein Rundschreiben, aus dem sich eine Distanzierung zum Nationalsozialismus herauslesen ließ. Als allerdings Adolf Eichmann, einer der zentralen Organisatoren des Holocaust und verantwortlich für die Deportation und Ermordung von Millionen Menschen, 1960 nach Israel gebracht wurde, um dort vor Gericht gestellt zu werden, wandte sich Mensing-Braun schriftlich an das kirchliche Außenamt der Evangelischen Kirche in Deutschland, um sich für Eichmann einzusetzen. Er bescheinigte dem früheren SS-Obersturmbannführer eine „grundanständige Gesinnung“ und „ein gütiges Herz“.
Als Superintendent  von Oberösterreich blieb er bis 31. März 1966 im Amt, wobei er sich besonders in der Jugendarbeit sowie für Arbeitslose und Hilfsbedürftige einsetzte. Danach übernahm Leopold Temmel die Amtsgeschäfte. Mensing-Braun war verheiratet. Er wurde in Linz begraben.